# 田中機械
田中機械（1976年12月23日—），日本女性漫畫家。愛知縣出身。血型O型。
1998年，在『LaLa DX』（白泉社）刊登「無敵的HEART BEATER」出道。之後，在同誌、『LaLa』（白泉社）等雜誌活躍。1999年，憑「極樂天使」在第24回白泉社雅典娜新人大賞獲得新作優秀者賞。代表作是『極樂天使』、『天然粉紅珍珠』等等。
是位超級職業摔角迷。

## 經歴
- 1998年 - 投稿作品「天然求心力α」在第76回LMSLaLa漫畫家選拔路線獲得最佳新人獎，在『LaLa DX』7月號上刊登。「Light Right Rabbit」在第18回LMGLaLa漫畫大獎獲得新鮮出道獎，在『LaLa DX』9月號上刊登。在『LaLa DX』11月號刊登「無敵的HEART BEATER」出道。
- 1999年 - 一邊在設計公司上班，在『LaLa』3月號開始連載『極樂天使』。同作品在第24回白泉社雅典娜新人大賞獲得新作優秀者賞。

## 作品

### 連載
- 《極樂天使》、全5冊（東立版）、原名《お迎えです。》（1999年 - 2002年・2016年、LaLa、白泉社）
- 《天然粉紅珍珠》、全4冊（東立版）、原名《天然パールピンク》（2002年 - 2004年、LaLa、白泉社）
- 《第七節課的狂想曲》、全1冊（東立版）、原名（2003年 - 2006年、LaLa DX、白泉社）
- 《女神♥水手服》、全4冊（東立版）；《拜託了、水手服！》、全4冊（玉皇朝版）、原名（2004年 - 2006年、LaLa、白泉社）
- 《新娘16歲》、全12冊（東立版）；《親吻前、結婚後》、全12冊（玉皇朝版）、原名《キスよりも早く》（2006年 - 2012年、LaLa、白泉社）
- 《7月魔法使》、全1冊（東立版）；《7月的魔法使》、全1冊（玉皇朝版），原名《7月の魔法使い》
- 《少女和流星》、全2冊（東立版）、原名《おとめとメテオ》（2013年 - 2014年、LaLa、白泉社）
- 《絕對不會愛上妳》、1-2冊（東立版）、全4卷、原名《{{lang|ja|君のコトなど絶対に》（2014年 - 2017年、LaLa、白泉社）
- 《等不及天亮》、1-冊（東立版）、既刊2卷、原名《朝まで待てません!》（2013年 - 、AneLaLa、白泉社）
- 《新娘16歲 Future》、全1冊（東立版）、原名《キスよりも早く Future》
- 《鐵壁蜜月》、1-冊（長鴻版）、既刊3卷、原名（2018年 - 連載中、花とゆめAi、白泉社）
- 《我與獵物的暑假》、全1冊（長鴻版）、原名

### 短篇
- 天然求心力α，原名《天然求心力α》（1998年，LaLa DX）
  - 在『極樂天使』第2冊收錄。
- Light Right Rabbit，原名《Light Rightラビット》（1998年，LaLa DX）
  - 在『第七節課的狂想曲』收錄。
- 無敵的HEART BEATER，原名《無敵のハートビーター》（1998年，LaLa DX）
  - 出道作。在『極樂天使』第2冊收錄。
- 變化的法則，原名《変化の法則》（1999年，LaLa DX）
  - 在 『極樂天使』第1冊收錄。
- 常綠二本松，原名《ときわ②本松》（1999年，LaLa DX）
  - 在『極樂天使』第1冊收錄。
- Good Luck，原名《グッドラック》（1999年，LaLa DX）
- 苦樂與甘甜的謊言，原名《苦いクスリに甘い嘘》（2000年，LaLa）
  - 在『極樂天使』第4冊收錄。
- 命中注定的寶貝，原名《運命のベイべ》（2000年，LaLa DX）
  - 在『天然粉紅珍珠』第2冊收錄。
- 再見，掃巴星，原名《サヨナラほうき星》（2001年，LaLa）
  - 『極樂天使』番外編。在『極樂天使』第4冊收錄。
- 鑽石50%，原名《ダイヤモンド50％》（2001年，LaLa）
  - 在『天然粉紅珍珠』第2冊收錄。
- 早上的森林，原名《午前の森》（2002年，LaLa DX）
  - 在『7月的魔法使』收錄。
- 青春銀河，原名《青春ギャラクシー》（2003年，The LaLa×MELODY）
- 煙火點點，原名《ふるふる､花火》（2004年，LaLa）
  - 在『拜託了!水手服』第2冊收錄。
- 7月の魔法使い（2006年，LaLa Special）
  - 在『7月的魔法使』收錄。
- 王子殿下､11月的憂鬱，《王子様､11月のユウウツ》（2006年，LaLa DX）
  - 在『7月的魔法使』收錄。
- 月亮與向日葵，原名《月とひまわり》（2007年，LaLa）
  - 在『親吻前 結婚後』第1冊收錄。
- 10月的女王和我，原名《10月の女王と僕》（2008年，LaLa Special）
  - 在『7月的魔法使』收錄。
- 2月的禽獸們，原名《2月のケダモノたち》（2010年，LaLa Special）
- 禽獸進化論，原名《ケダモノ進化論》（2010年，LaLa DX）
- 餐盤上的女孩，原名《皿の上の彼女》（2011年，黑LaLa）
- 前夜祭的巡邏，原名《前夜祭パトローラー》（2012年，LaLa）
- 遲開的花朵，或譯歸來之花，原名《帰り花の彼女》（2012年，白LaLa）

## 外部連結
- （日語）